# اس‌تی امپایر برچ
اس‌تی امپایر برچ (به انگلیسی: ST Empire Birch) یک کشتی بود که طول آن ۱۰۶ فوت ۷ اینچ (۳۲٫۴۹ متر) بود. این کشتی در سال ۱۹۴۱ ساخته شد.